# Bulbophyllum ligulatum
Bulbophyllum ligulatum är en orkidéart som beskrevs av Walter Kittredge. Bulbophyllum ligulatum ingår i släktet Bulbophyllum och familjen orkidéer. Inga underarter finns listade i Catalogue of Life.